# 24 juin dans les chemins de fer
24 mai 24 juillet
Chronologies thématiques
- Croisades
- Sports
- Disney

Cette page concerne les événements qui se sont déroulés un 24 juin dans les chemins de fer.

## Événements

### XIXesiècle
- 1812 : la première ligne de chemin de fer autorisée publiquement, le Middleton Railway (1758), devient la première à passer de la traction hippomobile à la traction par machine à vapeur. La locomotive Salamanca construite par l'Anglais Matthew Murray et exploitée par John Blenkinsop fonctionne avec une crémaillère, en raison de sa trop faible adhérence due à la légèreté recherchée par le concepteur pour faire face à la fragilité des voies de l'époque. Quatre autres locomotives de ce type furent construites.
- 1854 : au Portugal, la concession du chemin de fer de Barreiro à Vendas Novas avec prolongements éventuels sur Setúbal, Evora, et Beja est accordée à la Companhia dos Caminhos de Ferro ao Sul do tejo
- 1878 : en Tunisie, ouverture de la section Tunis-Tébourba du chemin de fer de Tunis à Ghardimaou et à la frontière (Compagnie des chemins de fer Bône-Guelma)

### XXesiècle
- 1945 : au Maroc, à Meknès, dans l'Ouarzigha en fin d'après-midi, un train mixte de voyageurs et de wagons-citernes d'essence, est obligé de stopper dans une pente assez importante. Un enfant s'électrocute en voulant dénicher des oiseaux. Le conducteur du train veut alors dégager l'enfant, mais les freins cèdent et le convoi, reparti en arrière et prenant de plus en plus de vitesse, déraille et s'embrase immédiatement. L'incendie dure trois jours. Le bilan est de 228 morts, toutes militaires rentrant de la seconde guerre mondiale[1],[2].

### XXIesiècle
- 2002 : en Tanzanie, tôt dans la matinée, un train avec 1200 passagers à bord et dont les freins avaient vraisemblablement lâché est entré en collision avec un train de marchandises près de Dodoma, entraînant la mort de 281 personnes.
- 2024 : en France, prolongements de la ligne 14 du métro de Paris entre Mairie de Saint-Ouen et Saint-Denis Pleyel et entre Olympiades et Aéroport d'Orly.

## Naissances
- 1845 : Georges Nagelmackers, ingénieur civil et industriel belge, fondateur de la Compagnie des wagons-lits et des trains de luxe en Europe († 10 juillet 1905).